# アピタ向山店
アピタ向山店（アピタむかいやまてん）は、愛知県豊橋市向山町にあるユニー株式会社のGMS型ショッピングセンターである。

## 概要
1975年（昭和50年）5月にユーマート向山店が開店したのが始まりである。
このユーマートは大型駐車場を備えた低層型の建物に、愛知県の東三河地区では初めて買い物カートを設置した店舗であった。
開業当初は食品の売上比率が40%を超えて衣料品などの比率が低かったものの、女性向けのカジュアル衣料や子供服等の売上が伸びて食品を上回るようになるなど売り上げを伸ばし、初年度売上高は当初目標の20億円を上回る約23億円を上げた。
とりわけ、東三河山間部からの顧客が駐車場不足の豊橋市中心部ではなく当店を選ぶ状況も開業初期から生じており、同年4月に地場資本のマルイ（現・ヤマナカ）を核店舗として開業したマルヨと共に豊橋市の大型店の郊外化の先駆となった。
ユニー向山店となった後に1996年（平成8年）10月に閉店した。その後建替えにより売り場面積を約2.8倍、駐車場の収容台数も約3倍と大幅に規模を拡張して1997年（平成9年）9月26日にアピタとして再開店した。開店当初からハートビル法の認定を受けている。
2000年（平成12年）2月期に101.42億円でユニーで9位の売上高を上げていた。豊橋市のスーパーではトップ、ユニーでもベスト10に入る売上を誇る優良店。
建物の脇に、古紙や衣類などを収集する「豊橋市リサイクルステーション」が設置されていた。

## 主なテナント
テナントはショップガイドを参照。

## 交通アクセス
- 各線豊橋駅前より豊鉄バス天伯団地線・牛川金田線・飯村岩崎線・西口線・岩田団地線「台町」バス停下車、徒歩ですぐ（目の前）。

## 付近の施設
- エフエム豊橋